# 子午谷
子午谷，南北縱向，長約三百三十公里，北起陝西省西安市長安區西南秦嶺山中，經寧陝縣南至石泉縣；北方出口稱「子口」，南方出口稱「午口」。今有 210国道沿此路修建。

## 歷史
子午谷懸崖絕壁，棧道無數，其險要的原因乃在於秦嶺。秦嶺又稱為終南山，山勢西高東低，為長江、黃河兩大流域的分水嶺。子午谷圍於其中，其山勢之險峻，途徑之惡劣，則可想而知。《資治通鑑》記載：「子午：褒中縣，屬漢中郡，為王莽所通。」
三國時代蜀漢丞相諸葛亮在第一次北伐時，於《魏略》載大將魏延曾提出「子午谷之計」，向諸葛亮建議請兵五千，由子午谷出長安，但諸葛亮認為太過冒險而拒絕。不過，於《三國志》載魏延每每向諸葛亮「請兵萬人，與亮異道會於潼關，如韓信故事」，未有提及子午谷。
曹魏大將曹真曾在應對蜀漢北伐時取此道進軍，但遇上多日大雨，棧道斷絕，曹真用了一個月才走了一半路程，被逼撤退。
曹魏大將曹爽讨伐蜀汉的兴势之战也在子午谷打响。
東晉名將桓溫伐前秦，進攻長安，命司馬勳由漢中出子午谷，未出谷道就被秦軍擊敗。唐朝的楊貴妃愛吃荔枝，便是三日內從蜀南涪州取道子午谷飛馬運來。
明末闖王高迎祥自湖廣復出，來到陝西，欲自漢中進攻西安。孫傳庭領明軍鎮守，高迎祥無法攻克，遂意圖自子午谷入，直逼西安。傳庭卻在子午谷的黑水峪以逸待勞，雙方激戰四天後，高迎祥潰敗，後被俘，送往京城處死。